# سی‌پی‌سی

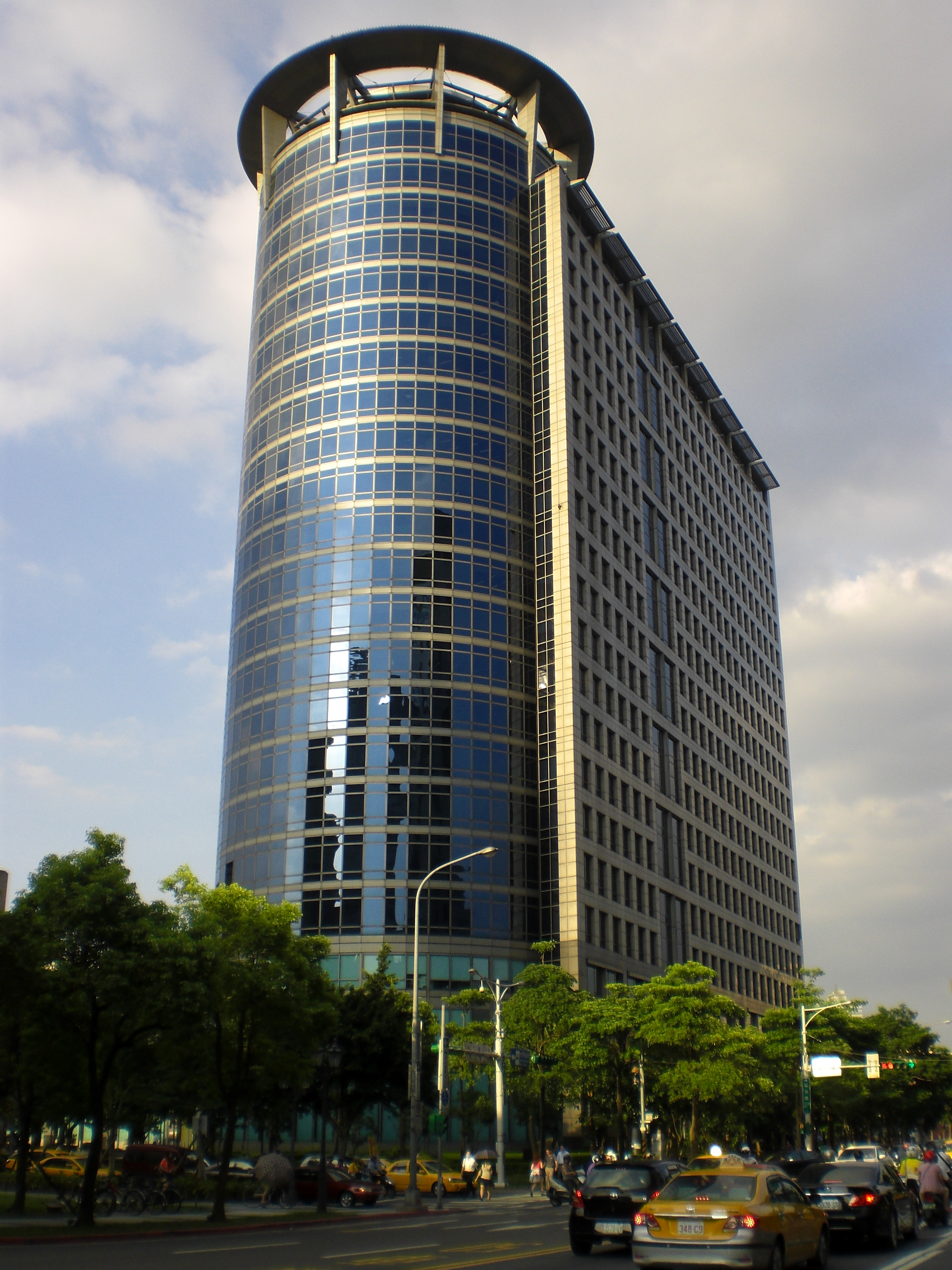
ساختمان مرکزی سی‌پی‌سی در شهر تایپه

سی‌پی‌سی (به انگلیسی: CPC) شرکت نفت و گاز دولتی تایوانی است، که در زمینه اکتشاف و استخراج نفت خام و گاز طبیعی، همچنین تولید بنزین و محصولات پتروشیمی فعالیت می‌کند. 
شرکت سی‌پی‌سی در سال ۱۹۴۶ در شهر شانگهای، چین تأسیس شد. دفتر مرکزی این شرکت در شهر تایپه، تایوان قرار دارد.